# Marathon van Berlijn 2004
De marathon van Berlijn 2004 vond plaats op zondag 26 september 2004 in Berlijn. 
Bij de mannen was het de Keniaan Felix Limo, die de wedstrijd naar zich toetrok en de snelle tijd van 2:06.44 liet noteren. Bij de vrouwen was de Japanse Yoko Shibui met haar winnende 2:19.41 vijf seconden sneller dan haar landgenote Naoko Takahashi, die in 2001 2:19.46 had laten noteren, toen een wereldrecord. Dat stond sindsdien echter alweer enkele minuten scherper en dus hield Shibui er in Berlijn ditmaal alleen een Japans en parcoursrecord aan over.

## Uitslagen

### Mannen
| rang   | naam                   | land | tijd    |
| ------ | ---------------------- | ---- | ------- |
| Goud   | Felix Limo             | KEN  | 2:06.44 |
| Zilver | Joseph Riri            | KEN  | 2:06.49 |
| Brons  | Joshua Chelanga        | KEN  | 2:07.05 |
| 4      | Wilson Onsare          | KEN  | 2:08.53 |
| 5      | Luís Jesus             | POR  | 2:09.08 |
| 6      | Shinichi Watanabe      | JPN  | 2:09.32 |
| 7      | Luís Novo              | POR  | 2:09.41 |
| 8      | Gashaw Asfaw           | ETH  | 2:09.47 |
| 9      | Isaac Macharia Wanjohi | KEN  | 2:11.26 |
| 10     | Ernest Kipyego         | KEN  | 2:11.52 |
| 11     | Simon Wangai           | KEN  | 2:12.08 |
| 12     | Benjamin Itok          | KEN  | 2:12.17 |
| 13     | Fred Kiprop            | KEN  | 2:12.42 |
| 14     | Makoto Ogura           | JPN  | 2:12.48 |
| 15     | Michael Ngaseke        | ZIM  | 2:12.53 |
| 16     | Takashi Tokunaga       | JPN  | 2:13.39 |
| 17     | Jason Mbote            | KEN  | 2:13.42 |
| 18     | Dawit Terefa           | ETH  | 2:14.18 |
| 19     | Satoshi Irifune        | JPN  | 2:14.18 |
| 20     | Carsten Schütz         | GER  | 2:14.41 |
| 21     | Martin Beckmann        | GER  | 2:15.06 |
| 22     | Hombo Lucian           | TAN  | 2:15.10 |
| 23     | Getuli Bayo            | TAN  | 2:15.12 |
| 24     | Asier Cuevas           | ESP  | 2:15.41 |
| 25     | Carlos Valente         | POR  | 2:16.21 |
| 26     | Toshiya Katayama       | JPN  | 2:18.16 |
| 27     | Giorgio Calcaterra     | ITA  | 2:19.26 |
| 28     | Petri Saavalainen      | FIN  | 2:19.31 |
| 29     | Takashi Horiguchi      | JPN  | 2:19.43 |

### Vrouwen
| rang   | naam               | land | tijd    |
| ------ | ------------------ | ---- | ------- |
| Goud   | Yoko Shibui        | JPN  | 2:19.41 |
| Zilver | Hiromi Ominami     | JPN  | 2:23.26 |
| Brons  | Sonja Oberem       | GER  | 2:26.53 |
| 4      | Beatrice Omwanza   | KEN  | 2:27.19 |
| 5      | Leila Aman         | ETH  | 2:27.54 |
| 6      | Tiziana Alagia     | ITA  | 2:32.20 |
| 7      | Edyta Lewandoska   | POL  | 2:34.18 |
| 8      | Romy Spitzmüller   | GER  | 2:34.44 |
| 9      | Manuela Zipse      | GER  | 2:37.18 |
| 10     | Anna Rahm          | SWE  | 2:37.32 |
| 11     | Kathrin Wessel     | GER  | 2:38.24 |
| 12     | Alem Ashebir       | ETH  | 2:39.39 |
| 13     | Monika Schuri      | GER  | 2:40.27 |
| 14     | Daniela Bidmon     | AUT  | 2:43.51 |
| 15     | Jennie Akerberg    | SWE  | 2:44.49 |
| 16     | Remedios Alonso    | ESP  | 2:44.59 |
| 17     | Ira Korsten        | GER  | 2:48.05 |
| 18     | Angeline Joly      | SUI  | 2:49.23 |
| 19     | Paraskevi Gratsani | GRE  | 2:50.09 |
| 20     | Stefanie Voss      | GER  | 2:50.13 |
| 21     | Helen Burrel       | GBR  | 2:50.41 |
| 22     | Nicole Ploog       | GER  | 2:51.56 |
| 23     | Susanne Brema      | GER  | 2:52.04 |
| 24     | Monika Dombauer    | AUT  | 2:53.06 |
| 25     | Clare Pauzers      | GBR  | 2:54.01 |
| 26     | Valérie Gevrey     | FRA  | 2:54.20 |
| 27     | Katja Sillanpää    | FIN  | 2:54.33 |
| 28     | Alessandra Prezzi  | ITA  | 2:55.26 |

1974 ·
1975 ·
1976 ·
1977 ·
1978 ·
1979 ·
1980 ·
1981 ·
1982 ·
1983 ·
1984 ·
1985 ·
1986 ·
1987 ·
1988 ·
1989 ·
1990 ·
1991 ·
1992 ·
1993 ·
1994 ·
1995 ·
1996 ·
1997 ·
1998 ·
1999 ·
2000 ·
2001 ·
2002 ·
2003 ·
2004 ·
2005 ·
2006 ·
2007 ·
2008 ·
2009 ·
2010 ·
2011 ·
2012 ·
2013 ·
2014 ·
2015 ·
2016 ·
2017 ·
2018